# Semiothisa diffusata
Semiothisa diffusata är en fjärilsart som beskrevs av Achille Guenée 1858. Semiothisa diffusata ingår i släktet Semiothisa och familjen mätare. Inga underarter finns listade i Catalogue of Life.